# Direct-to-disk
 (avril 2023).
Si vous disposez d'ouvrages ou d'articles de référence ou si vous connaissez des sites web de qualité traitant du thème abordé ici, merci de compléter l'article en donnant les références utiles à sa vérifiabilité et en les liant à la section « Notes et références ».
Le Direct-to-disk est un anglicisme désignant une méthode d'enregistrement d'un flux audio ou vidéo directement sur un support numérique (généralement un disque dur d'ordinateur) en temps réel.
Cette technique tend à être la norme dans les studios professionnels car la capacité des disques durs est nettement plus importante que celle des supports amovibles habituels : alors qu'un CD audio n'offre au maximum que 79 minutes d'enregistrement, un DVD audio environ 4 heures et une cassette DAT environ deux heures, un disque dur de 120 gigaoctets permet théoriquement d'enregistrer 200 heures en qualité CD audio stéréophonique ou 100 heures en qualité studio, sans compression.